# Abigail (album)
Abigail è il secondo album della band di King Diamond, uscito per Roadrunner Records nel 1987.

## Il disco
L'album presenta una produzione e un processo di composizione più curati rispetto all'album precedente. È anche il primo concept album totale del gruppo e tutte le canzoni sono legate l'una dall'altra come i capitoli di una storia che riguarda una giovane coppia, Miriam e Jonathan, che eredita una misteriosa casa dove si nasconde una maledizione lanciata 68 anni prima dall'omicidio da parte dell'antenato di Jonathan, il conte LaFey, della moglie gravida. L'intera storia ruota attorno al numero 7 ed ai suoi risvolti magici ed esoterici.

## Tracce
1. Funeral – 1:29
2. Arrival – 5:26
3. A Mansion in Darkness (LaRocque, Diamond) – 4:33
4. The Family Ghost – 4:05
5. The 7th Day of July 1777 (LaRocque, Diamond) – 4:51
6. Omens – 3:56
7. The Possession (Denner - Diamond) – 3:25
8. Abigail – 4:52
9. Black Horsemen – 7:39

### Tracce bonus nella versione rimasterizzata
1. Shrine (LaRocque - Diamond) – 4:20
2. A Mansion in Darkness – 4:35
3. The Family Ghost – 4:09
4. The Possession – 3:28

## Formazione
- King Diamond - voce
- Andy LaRocque - chitarra
- Michael Denner - chitarra
- Timi Hansen - basso
- Mikkey Dee - batteria
- Roberto Falcao - tastiere